# 松尾匡
松尾 匡（まつお ただす、1964年（昭和39年）7月25日 - ）は、日本の経済学者。専門は理論経済学、数理マルクス経済学。立命館大学経済学部教授。博士（経済学）（神戸大学、1992年）。石川県出身。

## 人物
金融緩和を重視し、自身の立場をマルクス経済学者と位置付ける。置塩信雄の晩年の弟子であり、数理モデル分析やゲーム理論をマルクス経済学に応用する。
主な研究テーマは、
- マルクスの近代システム認識から見た現代資本主義と非営利・協同ネットワーク
- 経済理論の長期理論と短期理論の確定とその景気循環論を媒介とした総合
- 労働者間関係へのゲーム理論の応用
- マルクスの制度分析へのゲーム理論の応用

と多岐にわたる。

## 経歴
- 1987年3月 金沢大学経済学部経済学科卒業
- 1992年3月 神戸大学大学院経済学研究科博士課程後期課程修了、博士（経済学）
- 1992年 - 2008年 久留米大学経済学部教授
- 2008年4月 - 立命館大学経済学部教授

## 受賞
- 2007年、『商人道ノスヽメ』により第三回「河上肇賞奨励賞」を受賞[2]。

## 著書

### 単著
- 『セイ法則体系--マルクス理論の性格とその現代経済学体系への位置付け』1996年3月　(九州大学出版会)
- 『標準マクロ経済学--ミクロ的基礎・伸縮価格・市場均衡論で学ぶ』1999年11月 (中央経済社)
- 『近代の復権--マルクスの近代観から見た現代資本主義とアソシエーション』 2001年2月 (晃洋書房)
- 『はるかさんとラピート君の 入門 今どきの経済――国家から市場へ、そして…』 2001年5月 (晃洋書房)
- 『「はだかの王様」の経済学--現代人のためのマルクス再入門』 2008年4月 （東洋経済新報社）
- 『商人道ノスヽメ』 2009年6月 （藤原書店）
- 『対話でわかる痛快明解 経済学史』 2009年8月 （日経BP社）
- 『不況は人災です！ みんなで元気になる経済学・入門（双書Zero）』 2010年7月 （筑摩書房）
- 『マルクス経済学 (図解雑学シリーズ)』 2010年10月 （ナツメ社）
- 『新しい左翼入門--相克の運動史は超えられるか』 2012年7月 （講談社現代新書）
- 『ケインズの逆襲、ハイエクの慧眼--巨人たちは経済政策の混迷を解く鍵をすでに知っていた』 2014年11月 （PHP新書）
- 『この経済政策が民主主義を救う--安倍政権に勝てる対案』 2016年1月 （大月書店）
- 『自由のジレンマを解く--グローバル時代に守るべき価値とは何か』 2016年2月 （PHP新書）
- 『左翼の逆襲 社会破壊に屈しないための経済学』 2020年11月 （講談社現代新書）

### 共著
- 『市民参加のまちづくり--NPO・市民・自治体の取り組みから』西川芳昭,伊佐淳共編著 2001年10月 (創成社) 序章、第13章「イベント・コンベンションの経済波及効果の正しい推計法」執筆、および第8章、第11章のまとめ・注担当
- 『マルクスの使いみち』稲葉振一郎,吉原直毅共著 2006年3月 (太田出版)
- 『市民参加のまちづくり【英国編】--イギリスに学ぶ地域再生とパートナーシップ』西川芳昭,伊佐淳共著 2006年5月 (創成社) 第5章「タウンモビリティの経済的意義」執筆、および第4章のまとめと補足
- 『市民参加のまちづくり【コミュニティ・ビジネス編】--地域の自立と持続可能性』西川芳昭,伊佐淳共著 2007年1月 (創成社) 第9章「市民事業の経済倫理としての商人道」、あとがき
- 『市民参加のまちづくり【グローカル編】--コミュニティへの自由』西川芳昭,伊佐淳共著 2013年3月 (創成社) はじめに、第1章「コミュニティからの変革の政治哲学的基礎付け--リベラル風コミュニタリアンの蹉跌を超えて」
- 『これからのマルクス経済学入門』橋本貴彦共著 2016年3月 (筑摩書房)筑摩選書
- 『ポスト「アベノミクス」の経済学 転換期における異議申し立て』金子勝共著, 立命館大学社会システム研究所 編. かもがわ出版, 2017
- 『そろそろ左派は〈経済〉を語ろう レフト3.0の政治経済学』ブレイディみかこ,北田暁大共著 亜紀書房 2018
- 『最強のマルクス経済学講義』編著 2021年6月 ナカニシヤ出版

### 翻訳
- ビクトール・A・ペストフ『市場と政治の間で--スウェーデン協同組合論』 共訳 1996年9月 (晃洋書房)　第2章、第9章、第10章、第11章を担当
- ハンス・ブレムス『経済学の歴史 1630-1980--人物・理論・時代背景』 共訳 1996年5月 (多賀出版) 第三部担当